# فضل إلهي شودري
فضل إلهي شودري (بالأردوية: فضل الہی چوہدری)‏ (و. 1904 – 1982 م) هو سياسي من باكستان.
تولى منصب رئيس باكستان (1973-08-14–1978-09-16). وهو عضو في العصبة الإسلامية، وحزب الشعب الباكستاني.

## التعليم
تعلم في جامعة عليكرة الإسلامية.

## روابط خارجية
- فضل إلهي شودري على موقع مونزينجر (الألمانية)